# یولیوس کلمنتس
یولیوس کلمنتس (نروژی: Julius Clementz; ۲۴ مهٔ ۱۸۹۰ – ۳ اوت ۱۹۶۱) بازیکن فوتبال اهل نروژ بود.
وی همچنین در تیم ملی فوتبال نروژ بازی کرده‌است.